# Alan Tate
Pour les articles homonymes, voir Tate.
Alan Tate, né le 2 septembre 1982 à Easington, est un footballeur anglais qui évolue au poste de défenseur.

## Palmarès
Swansea City
- Playoffs de Championship
  - Vainqueur 2011
- League One
  - Vainqueur 2008.